# Нижние Ёлыши
Ни́жние Ёлыши (чув. Анатри Юлӑш) — деревня в Аликовском муниципальном округе Чувашской Республики. Входила в состав Чувашско-Сорминского сельского поселения до его упразднения в 2022 году.

## Общие сведения о деревне
Улицы: Кооперативная, Мирная, Садовая, Тихая. 
Деревня в основном газифицирована.

### География
Расстояние до Чебоксар 55 км, до райцентра — села Аликово — 10 км, до железнодорожной станции 45 км. Расположена на левобережье реки Сорма.

### Климат
Климат умеренно континентальный с продолжительной холодной зимой и тёплым летом. Средняя температура января −12,9 °C, июля 18,3 °C, абсолютный минимум достигал −44 °C, абсолютный максимум 37 °C. За год в среднем выпадает до 552 мм осадков.

### Название
Название деревни oт чув. анат «низовье, низменность», анатри «низменный».
Йулӑш — неизвестное слово. Йӑлӑш — фамильное прозвище в деревне Хир-Бось Тойсинской волости (Ашмарин, IV, 319).— Географические названия Чувашской Республики

### История
Первое упоминание о деревне имеется в письменных источниках 1694 года.

В 1889 году открыта школа грамоты. В нач. XX века действовала водяная мельница. В 1930 году образован колхоз «Трактор», в 1950 году в результате объединения двух колхозов — им. Ворошилова (Верхние Ёлыши) и «Трактор» (Нижние Ёлыши) — образован колхоз «Аврора».

### Религия
Согласно справочнику Казанской епархии 1904 года жители деревни были прихожанами церкви Божьей Матери Смоленской села Устье (каменная, двухпрестольная, построена в 1838 году на средства прихожан, закрыта в 1932 году.

## Население
| 2010 | 2012 |
| ---- | ---- |
| 157  | ↗183 |

Согласно переписи населения Российской империи 1897 года в деревне Нижние Ёлыши Аликовской волости Ядринского уезда проживало 86 человек обоего пола, чуваши.

Согласно Всероссийской переписи населения 2002 года численность жителей деревни составляла 215 человек, численно преобладающая национальность (98%) — чуваши.

## Связь и средства массовой информации
- Связь: ОАО «Волгателеком», БиЛайн, МТС, Мегафон. Развит Интернет ADSL-технологии.
- Газеты и журналы: Аликовская районная газета «Пурнăç çулĕпе» (По жизненному пути). Языки публикаций: чувашский, русский.
- Телевидение: Население использует эфирное и спутниковое телевидение. Эфирное телевидение позволяет принимать национальный канал на чувашском и русском языках.

## Памятники и памятные места
- Обелиск воинам, павшим в Великой Отечественной войне 1941—1945 гг. (ул. Садовая)[12].